# Bakary Nimaga
Bakary Nimaga (Douala, 6 december 1994) is een Malinees voetballer van Kameroense afkomst die als middenvelder voor TSV Hartberg speelt.

## Carrière
Bakary Nimaga speelde in de jeugd van Stade Malien en FC Twente. In januari 2013 vertrok hij naar het Albanese Skënderbeu Korçë, waar hij tot medio 2018 speelde. Hij werd hier vijf keer kampioen van de Kategoria Superiore, won eenmaal de beker en driemaal de Supercup. In 2018 vertrok hij naar het Turkse Hatayspor, waar hij één seizoen op het tweede niveau van Turkije speelde. Sinds 2019 speelt hij voor het Oostenrijkse TSV Hartberg.

### Statistieken
| Seizoen                        | Club             | Land           | Competitie          | Competitie | Competitie | Beker | Beker | Internationaal | Internationaal | Overig | Overig | Totaal | Totaal |
| Seizoen                        | Club             | Land           | Competitie          | Wed.       | Dlp.       | Wed.  | Dlp.  | Wed.           | Dlp.           | Wed.   | Dlp.   | Wed.   | Dlp.   |
| ------------------------------ | ---------------- | -------------- | ------------------- | ---------- | ---------- | ----- | ----- | -------------- | -------------- | ------ | ------ | ------ | ------ |
| 2012/13                        | Skënderbeu Korçë | Albanië        | Kategoria Superiore | 5          | 0          | 2     | 0     | 0              | 0              | 0      | 0      | 7      | 0      |
| 2013/14                        | Skënderbeu Korçë | Albanië        | Kategoria Superiore | 8          | 0          | 3     | 2     | 4              | 0              | 0      | 0      | 15     | 2      |
| 2014/15                        | Skënderbeu Korçë | Albanië        | Kategoria Superiore | 25         | 3          | 5     | 1     | 1              | 0              | 1      | 1      | 32     | 5      |
| 2015/16                        | Skënderbeu Korçë | Albanië        | Kategoria Superiore | 15         | 0          | 5     | 1     | 10             | 2              | 0      | 0      | 30     | 3      |
| 2016/17                        | Skënderbeu Korçë | Albanië        | Kategoria Superiore | 19         | 2          | 5     | 4     | –              | –              | 0      | 0      | 24     | 6      |
| 2017/18                        | Skënderbeu Korçë | Albanië        | Kategoria Superiore | 25         | 0          | 6     | 1     | 10             | 1              | –      | –      | 41     | 2      |
| 2018/19                        | Hatayspor        | Turkije        | TFF 1. Lig          | 9          | 1          | 3     | 0     | –              | –              | 2      | 0      | 14     | 1      |
| 2019/20                        | TSV Hartberg     | Oostenrijk     | Bundesliga          | 10         | 1          | 0     | 0     | –              | –              | –      | –      | 10     | 1      |
| Carrièretotaal                 | Carrièretotaal   | Carrièretotaal | Carrièretotaal      | 116        | 7          | 29    | 9     | 25             | 3              | 3      | 1      | 173    | 20     |
| Bijgewerkt op 29 november 2019 |                  |                |                     |            |            |       |       |                |                |        |        |        |        |